# Xã Grandville, Quận Jasper, Illinois
Xã Grandville (tiếng Anh: Grandville Township) là một xã thuộc quận Jasper, tiểu bang Illinois, Hoa Kỳ. Năm 2010, dân số của xã này là 372 người.